# Kammerwahl 1968
- KPL: 6
- LSAP: 18
- DP: 11
- CSV: 21

Die vorgezogene Kammerwahl 1968 zur Bestimmung der Mitglieder der luxemburgischen Abgeordnetenkammer fand am 15. Dezember 1968 statt.

## Ausgangslage
Nach der Kammerwahl 1964 wurde die Koalitionsregierung aus CSV und LSAP gebildet. Premierminister blieb Pierre Werner (CSV). Nach einer Regierungskrise vereinbarten die Regierungsparteien am 29. Oktober 1968 eine vorgezogene Wahl.

## Wahlrecht
Die Sitze werden innerhalb von vier Wahlkreisen proportional nach dem D’Hondt-Verfahren verteilt.

## Ergebnis
Jeder Wähler hatte so viele Stimmen, wie im Wahlbezirk Abgeordnete zu wählen waren. Die Ergebnisse der einzelnen Wahlbezirke:
|                     | Wahlbezirk Süden | Wahlbezirk Süden | Wahlbezirk Süden | Wahlbezirk Osten | Wahlbezirk Osten | Wahlbezirk Osten | Wahlbezirk Zentrum | Wahlbezirk Zentrum | Wahlbezirk Zentrum | Wahlbezirk Norden | Wahlbezirk Norden | Wahlbezirk Norden | Luxemburg insgesamt | Luxemburg insgesamt | Luxemburg insgesamt | Luxemburg insgesamt |
| Anzahl              | %                | Sitze            | Anzahl           | %                | Sitze            | Anzahl           | %                  | Sitze              | Anzahl             | %                 | Sitze             | Anzahl            | % unge- wichtet     | % ge- wichtet *     | Sitze               |                     |
| ------------------- | ---------------- | ---------------- | ---------------- | ---------------- | ---------------- | ---------------- | ------------------ | ------------------ | ------------------ | ----------------- | ----------------- | ----------------- | ------------------- | ------------------- | ------------------- | ------------------- |
| Wahlberechtigte     | 75.650           |                  |                  | 21.407           |                  |                  | 63.507             |                    |                    | 32.037            |                   |                   | 192.601             |                     |                     |                     |
| Wähler              | 68.207           | 90,2             |                  | 18.538           | 86,6             |                  | 56.014             | 88,2               |                    | 27.810            | 86,8              |                   | 170.569             | 88,56               |                     |                     |
| Gültige Stimmzettel | 64.017           | 93,9             |                  | 17.355           | 93,6             |                  | 52.657             | 94,0               |                    | 26.155            | 94,0              |                   | 160.184             | 93,91               |                     |                     |
| Gültige Stimmen     | 1.383.901        |                  |                  | 98.666           |                  |                  | 892.588            |                    |                    | 221.571           |                   |                   | 2.596.726           |                     |                     |                     |
| Sitze insgesamt     |                  |                  | 23               |                  |                  | 6                |                    |                    | 18                 |                   |                   | 9                 |                     |                     |                     | 56                  |
|                     |                  |                  |                  |                  |                  |                  |                    |                    |                    |                   |                   |                   |                     |                     |                     |                     |
| CSV                 | 440.124          | 31,8             | 7                | 46.959           | 47,6             | 3                | 326.056            | 36,5               | 7                  | 102.805           | 46,4              | 4                 | 915.944             | 35,27               | 37,46               | 21                  |
| LSAP                | 495.690          | 35,8             | 9                | 22.400           | 22,7             | 1                | 252.839            | 28,3               | 5                  | 66.626            | 30,1              | 3                 | 837.555             | 32,25               | 30,99               | 18                  |
| DP                  | 139.350          | 10,1             | 2                | 23.584           | 23,9             | 2                | 224.919            | 25,2               | 5                  | 42.409            | 19,1              | 2                 | 430.262             | 16,57               | 18,03               | 11                  |
| KPL                 | 304.487          | 22,0             | 5                | 5.018            | 5,1              |                  | 84.056             | 9,4                | 1                  | 9.049             | 4,1               |                   | 402.610             | 15,50               | 13,10               | 6                   |
| PSN                 | 4.250            | 0,3              |                  | 705              | 0,7              |                  | 4.718              | 0,5                |                    | 682               | 0,3               |                   | 10.355              | 0,42                | 0,40                |                     |

Die CSV verlor trotz leichten Stimmengewinns einen Sitz und wurde wieder stimmenstärkste Partei, nachdem sie 1964 stimmenmäßig von der LSAP überholt wurde. Die LSAP verlor drei Sitze, während die DP fünf Sitze gewann. Die Kommunisten gewannen einen Sitz und erzielten das beste Ergebnis, das sie in Luxemburg jemals erreicht haben.

## Regierungsbildung
Eine zunächst vorgesehene Neuauflage der CSV/LSAP-Koalition kam nicht zustande. Daraufhin koalierte die CSV mit der DP. Die neuen Minister wurden am 1. Februar 1969 vereidigt. Premierminister blieb Pierre Werner.